# 士東市場

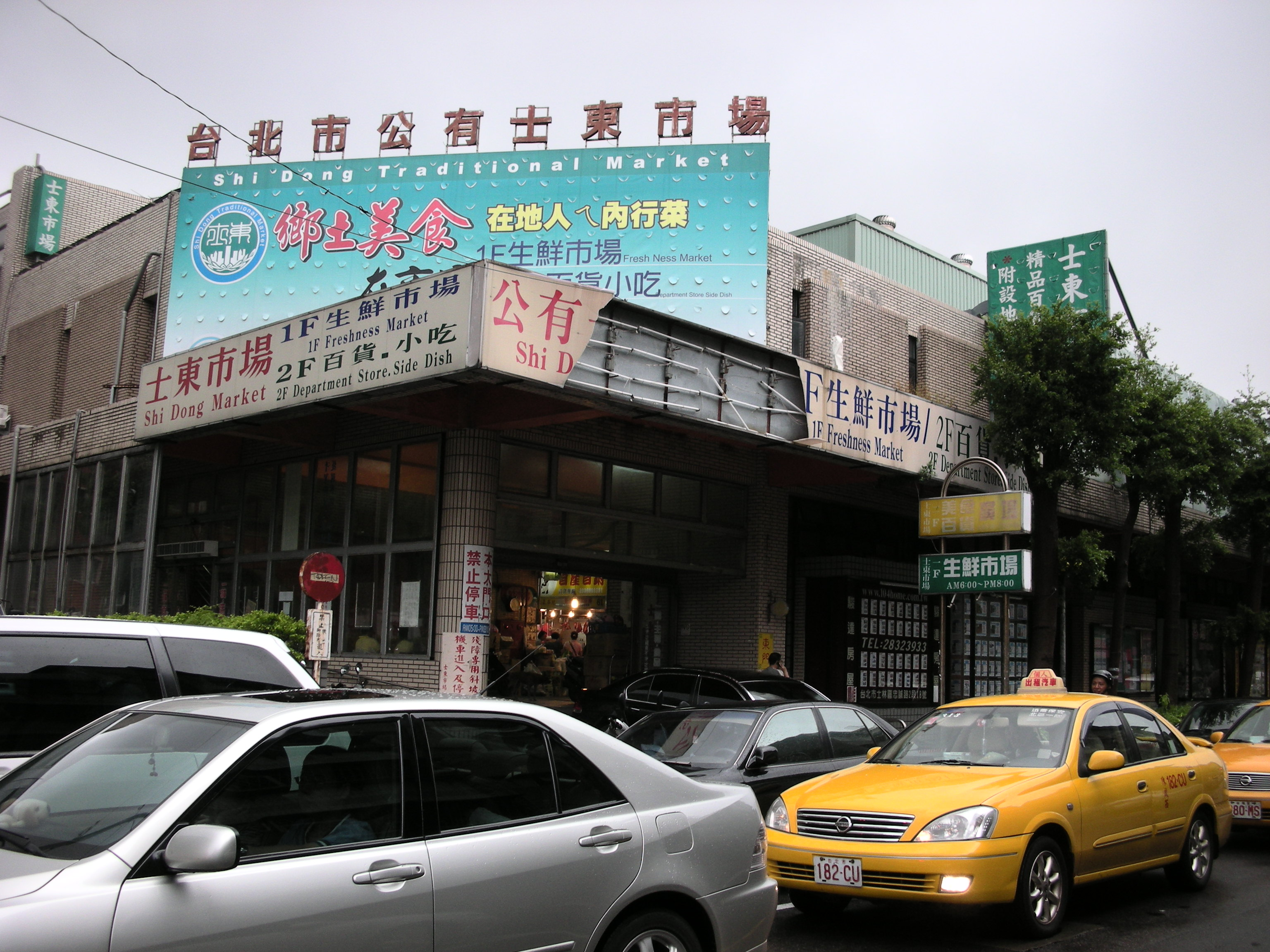
颱風後的士東市場

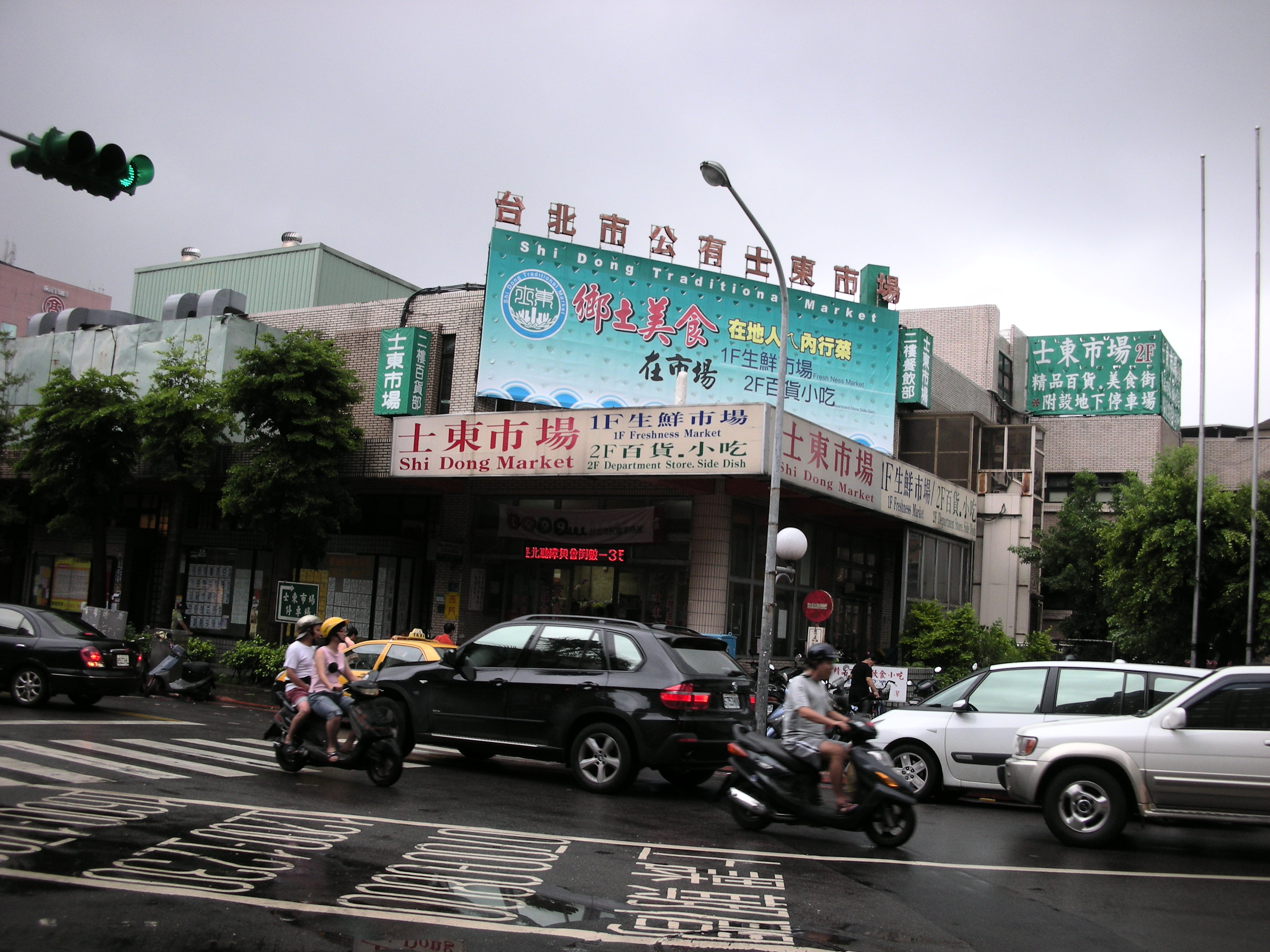
士東市場一號門口

士東市場是位於臺北市士林區成立於1992年10月4日的傳統市場，提供空調、外送服務與免費使用的手推車，是一棟地上兩層樓，地下一樓停車場的市場建築。

## 食材捐贈
士東市場攤商成立「盛食交流平台」，將收市後剩餘新鮮食材放置專用冰箱，透過社會局捐贈社會福利團體。

## 環保節能
市場屋頂架設60.2千瓦（KW）太陽能板善用天然能源，回收雨水設施可以循環使用天然水源，燈具改用省電燈具與LED電燈節省照明用電。

## 榮譽
- 台北市環保局2008年度市場、攤販集中場清潔維護評比，士東市場為年度最整潔市場[6]

- 經過士東市場自治會自行招募清潔人員，定期清潔空調濾網、挖除水溝中的陳年污垢去除傳統市場常有的異味後，士東市場獲得五星級傳統市場美譽[5][7][8][9]

- 經濟部商業司選定為模範市場[10][11]

## 外部連結
- 士東市場 官方網站 （页面存档备份，存于）
- 士東市場  臺北旅遊網 （页面存档备份，存于）
- 士東市場的Facebook專頁